# 55è Festival Internacional de Cinema de Berlín
El 55è Festival Internacional de Cinema de Berlín va tenir lloc entre el 10 i el 20 de febrer de 2005. Man to Man de Régis Wargnier fou la pel·lícula d'apertura. El festival va tancar amb Kinsey de Bill Condon. L'ós d'Or fou atorgat a la pel·lícula sud-africana U-Carmen eKhayelitsha dirigida per Mark Dornford-May.
La retrospectiva fou dedicada a l'equip de filmació. Va ser titulat Production Design + Film. Locations, Settings, Spaces i es va dividir en cinc seccions i es van mostrar un total de 45 pel·lícules al festival.

## Jurat

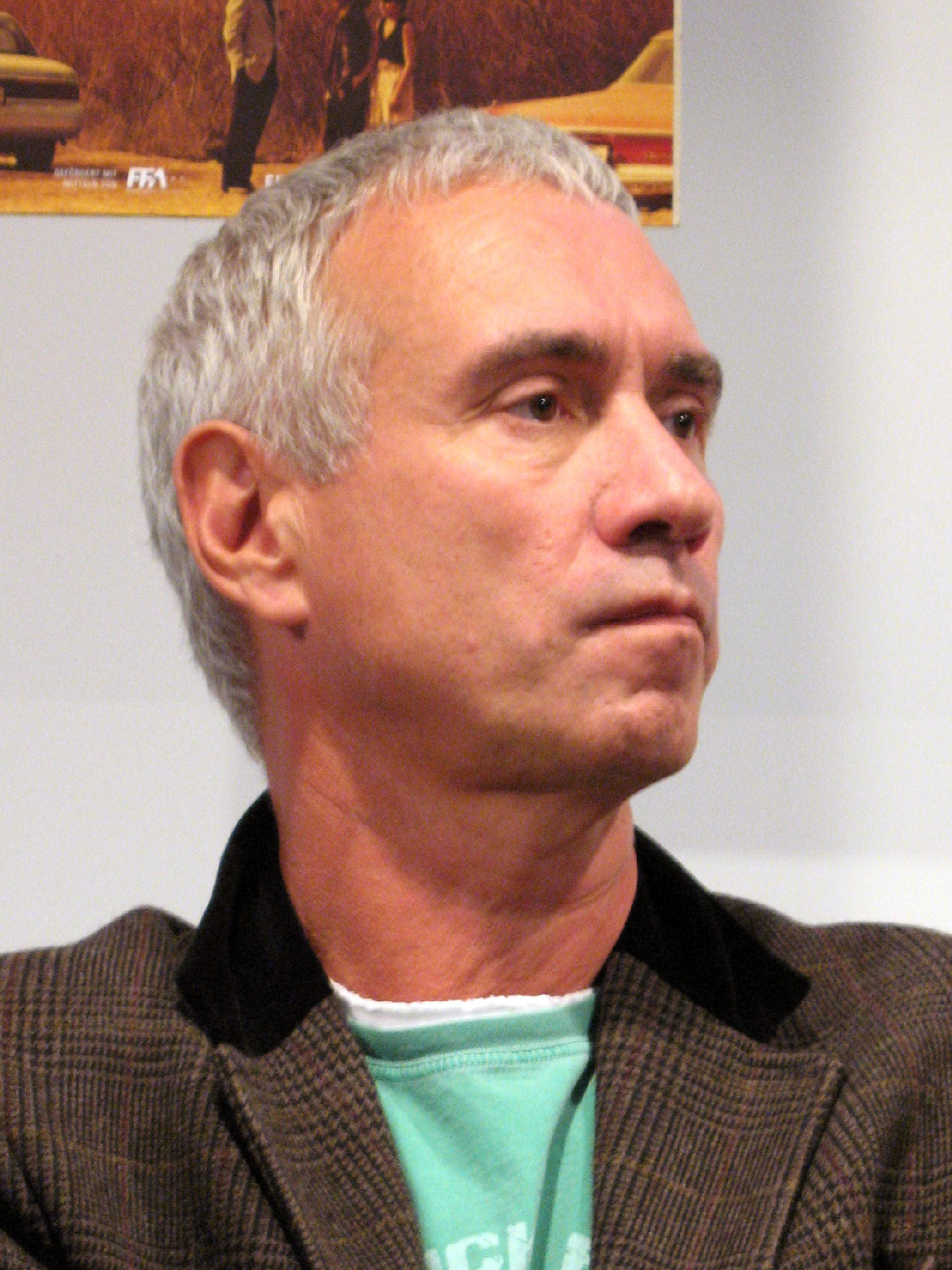
Roland Emmerich, president del jurat

Les següents persones foren nomenades com a membres del jurat:
- Roland Emmerich - president
- Ingeborga Dapkunaite
- Bai Ling
- Franka Potente
- Wouter Barendrecht
- Nino Cerruti
- Andrei Kurkov
- Gabriela Tagliavini - curtmetratges
- Marten Rabarts - curtmetratges
- Susan Korda - curtmetratges

## Selecció oficial

### En competició
Les següents pel·lícules van competir per l'Os d'Or i per l'Os de Plata:
| Títol original                     | Director(s)       | País                                               |
| ---------------------------------- | ----------------- | -------------------------------------------------- |
| Sometimes in April                 | Raoul Peck        | França, Estats Units, Ruanda                       |
| Anklaget                           | Jacob Thuesen     | Dinamarca                                          |
| Asylum                             | David Mackenzie   | Regne Unit, Irlanda                                |
| De battre mon cœur s'est arrêté    | Jacques Audiard   | França                                             |
| Gespenster                         | Christian Petzold | Alemanya                                           |
| In Good Company                    | Paul Weitz        | Estats Units                                       |
| U-Carmen eKhayelitsha              | Mark Dornford-May | Sud-àfrica                                         |
| Kakushi ken: Oni no tsume          | Yôji Yamada       | Japó                                               |
| The Life Aquatic with Steve Zissou | Wes Anderson      | Estats Units                                       |
| Man to Man                         | Régis Wargnier    | França, Sud-àfrica, Regne Unit                     |
| Les Mots bleus                     | Alain Corneau     | França                                             |
| One Day in Europe                  | Hannes Stöhr      | Alemanya, Espanya                                  |
| Paradise Now                       | Hany Abu-Assad    | Palestina, França, Alemanya, Països Baixos, Israel |
| Kǒng què                           | Gu Changwei       | R.P. de la Xina                                    |
| Le promeneur du champ de Mars      | Robert Guédiguian | França                                             |
| Provincia meccanica                | Stefano Mordini   | Itàlia                                             |
| Solntse                            | Alexander Sokurov | Rússia, França, Itàlia, Suïssa                     |
| Sophie Scholl - Die letzten Tage   | Marc Rothemund    | Alemanya, Espanya                                  |
| Sorstalanság                       | Lajos Koltai      | Hongria, Alemanya, Regne Unit                      |
| Les Temps qui changent             | André Téchiné     | França                                             |
| Thumbsucker                        | Mike Mills        | Estats Units                                       |
| Tian bian yi duo yun (天邊一朵雲)  | Tsai Ming-liang   | França, Taiwan                                     |

### Curtmetratges en competició
Foren seleccionats els següents curtmetratges:
| Títol original            | Director(s)        | País                |
| ------------------------- | ------------------ | ------------------- |
| Don Kishot be'Yerushalaim | Dani Rosenberg     | Israel              |
| Killing the Afternoon     | Margaret Corkery   | Irlanda, Regne Unit |
| The Intervention          | Jay Duplass        | Estats Units        |
| Milk                      | Peter Mackie Burns | Regne Unit          |
| Jam Session               | Izabela Plucinska  | Alemanya            |
| Spravka                   | Kira Muratova      | Rússia              |
| Child in Time             | Maja Weiss         | Eslovènia           |
| Gigolo                    | Bastian Schweitzer | Alemanya, Suïssa    |

## Premis
El jurat va atorgar els següents premis:
- Os d'Or
  - U-Carmen eKhayelitsha: Mark Dornford-May
- Os de Plata
  - Millor pel·lícula - De battre mon cœur s'est arrêté: Alexandre Desplat
  - Millor actor - Thumbsucker: Lou Taylor Pucci
  - Millor actriu - Sophie Scholl - Die letzten Tage: Julia Jentsch
  - Millor director - Sophie Scholl - Die letzten Tage: Marc Rothemund
  - Millor curtmetratge - The Intervention: Jay Duplass i Jam Session: Izabela Plucinska
  - Contribució artística excepcional - Tian bian yi duo yun: Tsai Ming-liang
- Gran Premid el Jurat 
  - Kǒng què: Gu Changwei
- Os de Plata – Menció honorífica
  - Millor curtmetratge - Don Kishot be'Yerushalaim: Dani Rosenberg
- Os d'Or Honorífic
  - Fernando Fernán Gómez
  - Kwon-taek Im
- Berlinale Camera 
  - Daniel Day-Lewis
  - Katrin Sass
  - Helene Schwarz
- Millor curtmetratge
  - Milk: Peter Mackie Burns
- Premi Panorama Audience 
  - Millor pel·lícula - Va, vis et deviens: Radu Mihăileanu
  - Millor curtmetratge - Hi Maya: Claudia Lorenz
- Os de Cristall
  - Millor curtmetratge - The Djarn Djarns: Wayne Blair
  - Millor pel·lícula - Bluebird: Mijke de Jong
  - 14plus: Millor pel·lícula - Voces inocentes: Luis Mandoki
- Os de Cristall – Menció Especial
  - Millor curtmetratge - Does God Play Football: Michael A. Walker and Wind: Erik van Schaaik
  - Millor pel·lícula - Italyanets: Andrey Kravchuk i Ikke naken: Torun Lian
  - 14plus: Millor pel·lícula - Kûsî Jî Dikarin Bifirin: Bahman Ghobadi
- Premi FIPRESCI
  - Tian bian yi duo yun: Tsai Ming-liang